# Graine de chia

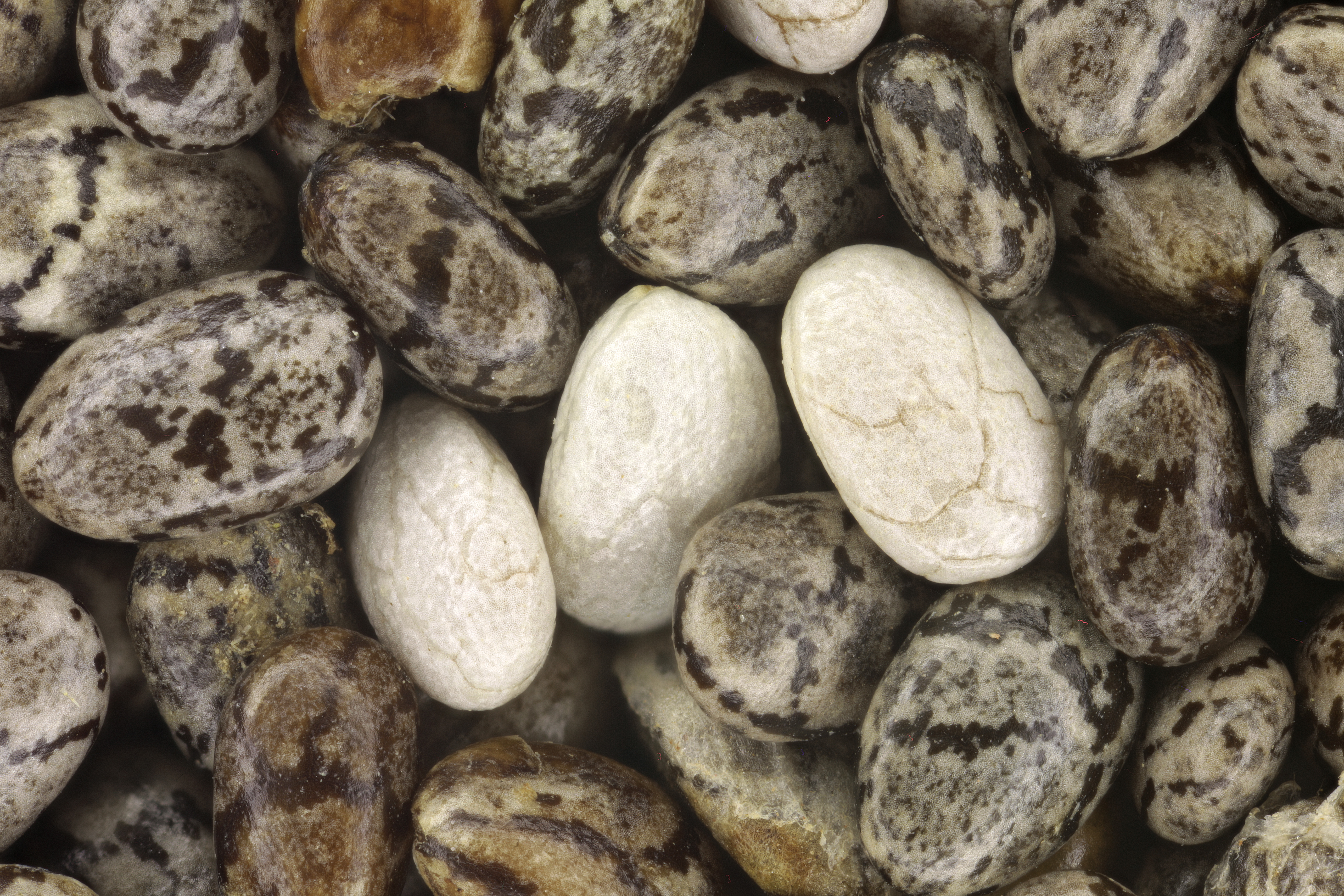
Couleur et détails des graines de chia.

Les graines de chia sont les graines comestibles de Salvia hispanica, une plante à fleurs de la famille des sauges (Lamiaceae) originaire du Mexique, ou de la parente Salvia columbariae du sud-ouest des États-Unis et du Mexique.
Les graines de chia ont acquis le statut de superaliment au début des années 2000 grâce à leur profil nutritionnel complet et à la popularité croissante des régimes axés sur la santé et les aliments naturels.
Cette plante était cultivée par les Aztèques à l'époque précolombienne et constituait un aliment de base pour les cultures mésoaméricaines. Les graines de chia sont cultivées à petite échelle dans leur patrie ancestrale du Mexique central et du Guatemala et commercialement dans toute l'Amérique centrale et du Sud.

## Description

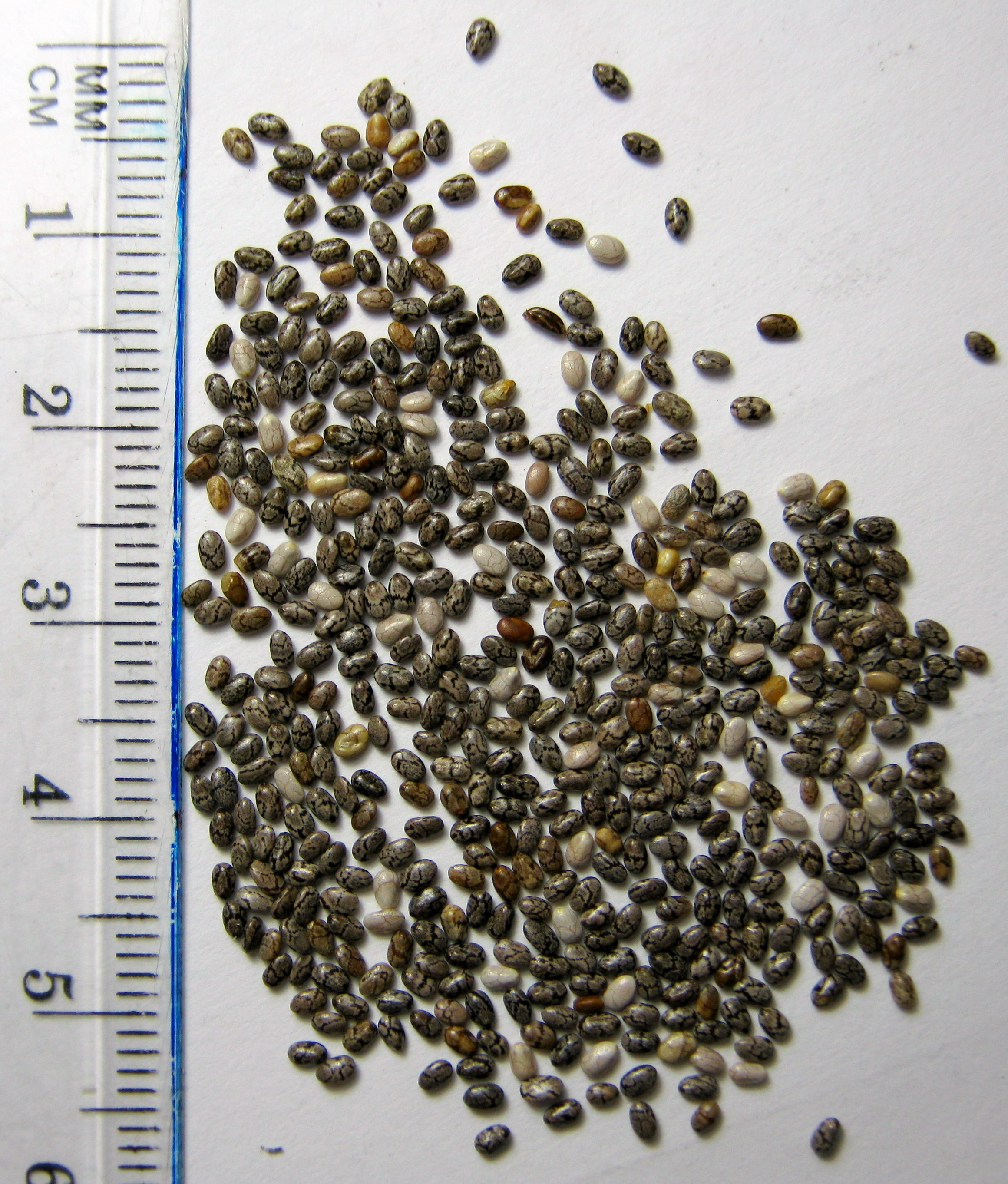
Graines de chia.

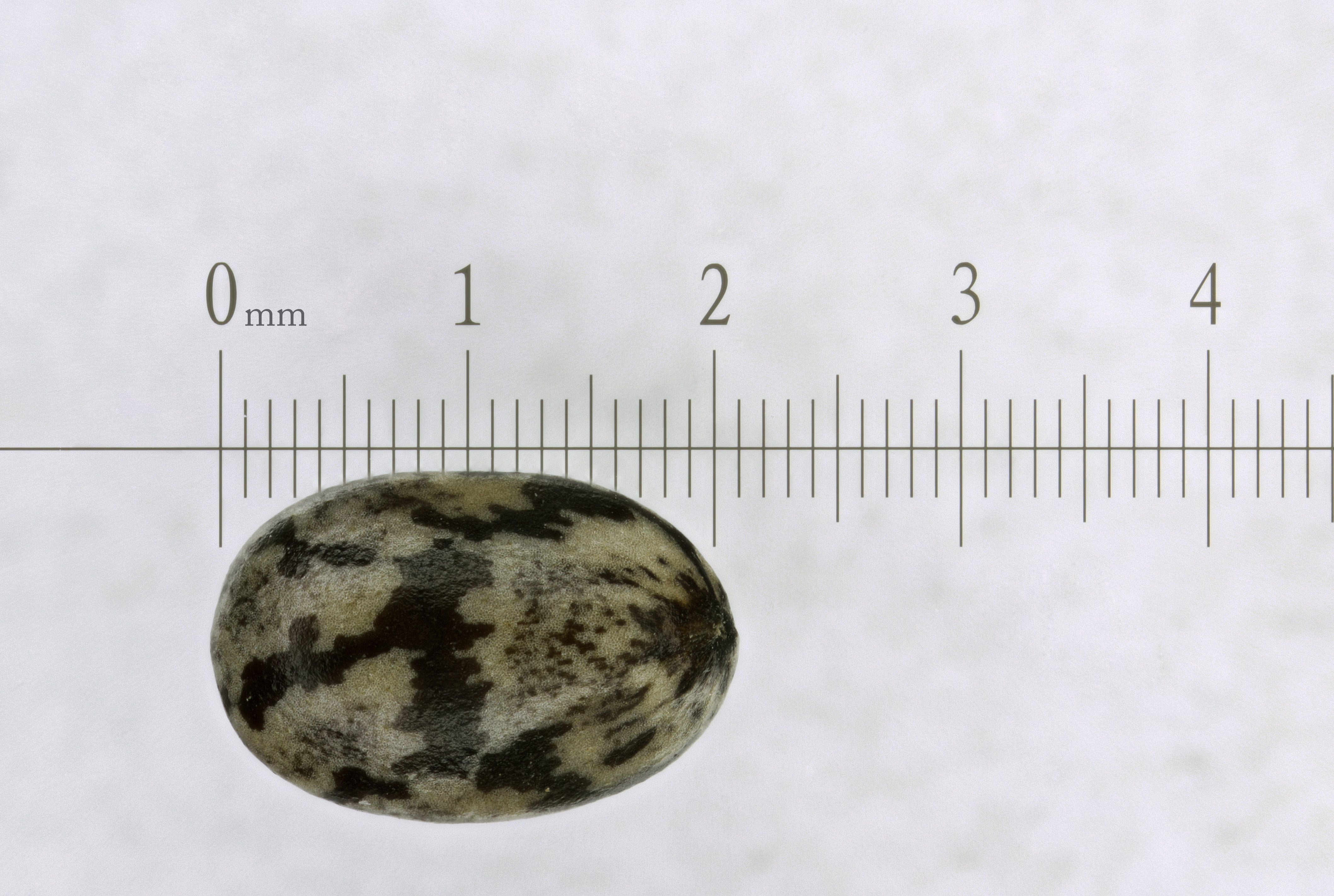
Graine de chia de 2 mm.

En général, les graines de chia sont de petits ovales aplatis mesurant en moyenne 2,1 × 1,3 × 0,8 mm, avec un poids moyen de 1,3 mg par graine. Elles sont de couleur marbrée avec du brun, du gris, du noir et du blanc. Les graines sont hydrophiles, absorbant jusqu'à 12 fois leur poids en liquide lorsqu'elles sont trempées ; elles développent un enrobage mucilagineux qui leur donne une texture de gel. Le chia (ou chian ou chien) a surtout été identifié comme étant la Salvia hispanica L. D'autres plantes appelées « chia » comprennent le « chia doré » (Salvia columbariae). Les graines de Salvia columbariae sont utilisées pour l'alimentation.
Au XXIe siècle, le chia est cultivé et consommé commercialement au Mexique et au Guatemala, son pays d'origine, ainsi qu'en Bolivie, en Argentine, en Équateur, au Nicaragua et en Australie. Des variétés brevetées de chia ont été développées dans le Kentucky pour être cultivées sous les latitudes nord des États-Unis.
Le rendement des semences varie en fonction des cultivars, du mode de culture et des conditions de croissance par région géographique. Par exemple, les champs commerciaux en Argentine et en Colombie ont des rendements allant de 450 à 1 250 kg/ha,. Une étude à petite échelle avec trois cultivars cultivés dans les vallées interandines de l'Équateur a produit des rendements allant jusqu'à 2 300 kg/ha, ce qui indique que l'environnement de culture favorable et le cultivar ont interagi pour produire des rendements aussi élevés. Le génotype a un effet plus important sur le rendement que sur la teneur en protéines, la teneur en huile, la composition en acides gras ou les composés phénoliques, alors que la température élevée réduit la teneur en huile et le degré d'insaturation, et augmente la teneur en protéines.

## Histoire
Le Codex Mendoza du XVIe siècle prouve que le chia était cultivé par les Aztèques à l'époque précolombienne, et les historiens économiques affirment qu'il était peut-être aussi important que le maïs en tant que culture vivrière. Vingt-et-un des trente-huit États provinciaux aztèques ont rendu hommage à cette culture. Les graines de chia étaient l'aliment de base des cultures nahuatl (aztèques). Les chroniqueurs jésuites ont placé le chia comme la troisième culture la plus importante dans la culture aztèque, derrière le maïs et les haricots et devant l'amarante. Les offrandes faites aux prêtres aztèques étaient souvent faites en graines de chia.
Les graines de chia moulues ou entières sont utilisées en Argentine, en Bolivie, au Guatemala, au Mexique et au Paraguay pour la fabrication de boissons et d'aliments nutritifs,. Le chia est cultivé à petite échelle dans sa patrie ancestrale du Mexique central et du Guatemala, et commercialement en Argentine, en Bolivie, en Équateur, au Guatemala et au Mexique.

## Nutrition
Les graines de chia séchées contiennent 6 % d'eau, 42 % de glucides, 16 % de protéines et 31 % de lipides. Dans une quantité de 100 grammes, les graines de chia sont une source riche (20 % ou plus de la valeur quotidienne, VQ) de vitamines B, de thiamine et de niacine (54 % et 59 % VQ, respectivement), et une source modérée de riboflavine (14 % VQ) et de folate (12 % VQ).
Les acides gras de l'huile de graines de chia sont principalement insaturés, avec l'acide linoléique (17-26 % de la matière grasse totale) et l'acide linolénique (50-57 %) comme principales matières grasses. Les graines de chia sont l'une des sources végétales les plus riches en acides gras oméga-3 , qui sont bénéfiques pour la santé cardiovasculaire, réduisant notamment l'inflammation et aidant à maintenir un bon équilibre lipidique.
Elles contiennent une quantité impressionnante de fibres solubles, ce qui aide à réguler la digestion, à maintenir un sentiment de satiété plus longtemps, et à stabiliser le taux de sucre dans le sang.
Consommer plus de 30 g de graines de chia par jour peut provoquer des problèmes digestifs (ballonnements, diarrhée), un risque de déshydratation si elles ne sont pas bien hydratées et un déséquilibre nutritionnel. Il est donc important de les consommer avec modération.

### Recherche
Les graines de chia font l'objet de recherches préliminaires sur leurs effets potentiels sur la santé, mais ces travaux restent rares et peu concluants. Dans une revue systématique réalisée en 2015, la plupart des études étaient de mauvaise qualité et ne démontraient pas d'effets significatifs de la consommation de graines de chia sur les facteurs de risque cardiovasculaire. Aucune preuve à ce jour n'indique que la consommation de graines de chia a des effets néfastes sur les médicaments sur ordonnance — ou interagit avec eux.

## Utilisation

### Alimentation
Les graines de chia peuvent être saupoudrées ou moulues sur d'autres aliments. Elles peuvent également être mélangées à des smoothies, des céréales pour le petit-déjeuner, des barres énergétiques, des barres granola, des yaourts, des tortillas et du pain. Elles peuvent être trempées dans l'eau et consommées directement ou mélangées à n'importe quel type de jus pour faire du chia fresca ou avec du lait.
Le pudding aux graines de chia, similaire au pudding au tapioca, est fait avec un type de lait, un édulcorant et des graines de chia entières. Les graines de chia peuvent également être moulues et transformées en une substance gélatineuse ou être consommées crues,,. Le gel de graines moulues peut être utilisé pour remplacer jusqu'à 25 % de la teneur en œufs et en huile des gâteaux.